# Krøller eller ej
Chansons représentant le Danemark au Concours Eurovision de la chanson
Tænker altid på dig
(1980) Video, Video
(1982)
Krøller eller ej (en français Bouclé ou pas) est la chanson représentant le Danemark au Concours Eurovision de la chanson 1981 à Dublin en Irlande. Elle est interprétée par Tommy Seebach et Debbie Cameron.

## Sélection
La chanson qui représentera le Danemark est celle qui remporte le Dansk Melodi Grand Prix. Cinq chansons sont présentées, la gagnante est décidée lors d'une soirée le 28 février 1981 par un jury composé de 100 auditeurs choisis par DR après s'être porté candidats et rassemblés au Valencia-Varieteen à Copenhague.

## Eurovision
La chanson est la sixième de la soirée, suivant Halayla interprétée par Hakol Over Habibi pour Israël et précédant Lejla interprétée par Seid Memić pour la Yougoslavie.
Sur scène, Tommy Seebach est assis à un piano, tandis que Debbie Cameron chante et danse. Ils sont accompagnés de deux danseurs ainsi que les choristes Michael Elo et Ianne Elo. Michael et Ianne Elo et Debbie Cameron étaient les choristes lors du refrain quand Tommy Seebach interprétait Disco Tango, la chanson du Danemark qui s'est classée sixième au Concours Eurovision de la chanson 1979.
À la fin des votes, la chanson obtient 41 points, dont 12 points de la Belgique, et finit à la onzième place sur vingt participants (ex aequo avec C'est peut-être pas l'Amérique interprétée par Jean-Claude Pascal pour le Luxembourg).

### Points attribués au Danemark
| 12 points     | 10 points        | 8 points  | 7 points              | 6 points              |
| ------------- | ---------------- | --------- | --------------------- | --------------------- |
| - Belgique    |                  |           | - Luxembourg          |                       |
| 5 points      | 4 points         | 3 points  | 2 points              | 1 point               |
| - Royaume-Uni | - France - Suède | - Espagne | - Pays-Bas - Portugal | - Allemagne - Turquie |

## Classements

### Classements de fin d'année
| Classement de fin d'année (1981) | Meilleure position |
| -------------------------------- | ------------------ |
| Danemark Årets singelliste       | 8                  |

## Reprises
Seebach et Debbie Cameron publient également une version anglaise de la chanson, intitulée Straight Or Curly Hair.
En 1998, la version danoise est relancée dans une version disco appelée Krøller eller ej '98. Seebach la sort dans une compilation et fait le tour des discothèques danoises avec la nouvelle version.

## Révélations
Dans un livre de 2010 sur Tommy Seebach, Debbie Cameron affirme qu'elle fut approchée par un homme alors qu'elle quittait l'hôtel après le Concours. Selon Cameron, l'homme était un employé de haut rang de la BBC qui lui dit qu'on avait saboté le son des répétitions pour le Danemark, Israël et l'Allemagne : « Pour des raisons politiques, on avait convenu depuis très, très longtemps à l'avance que le Royaume-Uni remporterait le concours Eurovision de la chanson. Je me tenais dans la salle de contrôle et j'ai vu tous les pays qui avaient une chance de gagner contre le groupe Bucks Fizz sabotés par les techniciens. Et deux des pays où j'ai vu cela se produire étaient les chansons du Danemark et d'Israël. » L'homme est inconnu, et les revendications du Danemark à l'époque n'ont jamais été suivies d'effet.